# Tresoar
Tresoar (mot frison signifiant "trésor") est le centre de l'histoire et de la littérature frisonnes, fusion en 2002 du Frysk Letterkundich Museum en Dokumintaasjesintrum (nl) et du Rijksarchief (Nederland) (nl). 
Il comprend une bibliothèque et a la fonction de centre historique régional.
Depuis 2007, Tresoar met à disposition en ligne toutes les archives du Leeuwarder Courant depuis 1752.